# Kalkidan Gezahegne
Kalkidan Gezahegne (ur. 8 maja 1991 w Addis Abebie) – etiopska lekkoatletka specjalizująca się w biegach średnich i długich. Od września 2013 reprezentuje Bahrajn.
Pierwszy sukces na arenie międzynarodowej odniosła zdobywając w roku 2008 srebrny medal mistrzostw świata juniorów w biegu na 1500 metrów. Na tym samym dystansie zajęła dziewiąte miejsce podczas mistrzostw świata w Berlinie (2009). W 2010 roku wygrała halowe mistrzostwa świata.
W 2021 zdobyła srebro w biegu na 10 000 metrów podczas igrzysk olimpijskich w Tokio.

## Osiągnięcia
| Rok                    | Impreza                             | Miejsce   | Lokata      | Konkurencja      | Wynik    |
| ---------------------- | ----------------------------------- | --------- | ----------- | ---------------- | -------- |
| Reprezentacja: Etiopia |                                     |           |             |                  |          |
| 2008                   | Mistrzostwa świata juniorów         | Bydgoszcz | 2. miejsce  | Bieg na 1500 m   | 4:16,58  |
| 2009                   | Mistrzostwa Afryki juniorów         | Bambous   | 2. miejsce  | Bieg na 1500 m   | 4:09,36  |
| 2009                   | Mistrzostwa świata                  | Berlin    | 9. miejsce  | Bieg na 1500 m   | 4:08,81  |
| 2009                   | Światowy finał lekkoatletyczny IAAF | Saloniki  | 5. miejsce  | Bieg na 3000 m   | 8:38,61  |
| 2010                   | Halowe mistrzostwa świata           | Doha      | 1. miejsce  | Bieg na 1500 m   | 4:08,14  |
| 2011                   | Mistrzostwa świata                  | Daegu     | 5. miejsce  | Bieg na 1500 m   | 4:06,42  |
| Reprezentacja: Bahrajn |                                     |           |             |                  |          |
| 2017                   | Mistrzostwa świata                  | Londyn    | 14. miejsce | Bieg na 5000 m   | 15:28,21 |
| 2021                   | Igrzyska olimpijskie                | Tokio     | 2. miejsce  | Bieg na 10 000 m | 29:56,18 |

## Rekordy życiowe
| Konkurencja           | Rezultat | Data            | Miejsce    | Uwagi                  |
| --------------------- | -------- | --------------- | ---------- | ---------------------- |
| Bieg na 1500 m        | 4:00,97  | 29 maja 2011    | Hengelo    |                        |
| Bieg na 1500 m (hala) | 4:03,28  | 10 lutego 2010  | Sztokholm  |                        |
| Bieg na milę (hala)   | 4:24,10  | 20 lutego 2010  | Birmingham | rekord świata juniorów |
| Bieg na 3000 m        | 8:34,65  | 4 września 2018 | Zagrzeb    |                        |
| Bieg na 3000 m (hala) | 8:37,47  | 19 lutego 2011  | Birmingham |                        |
| Bieg na 5000 m        | 14:52,92 | 1 czerwca 2021  | Montreuil  |                        |
| Bieg na 10 000 m      | 29:50,77 | 8 maja 2021     | Maia       | rekord Bahrajnu        |